# Idaea scholaea
Idaea scholaea là một loài bướm đêm trong họ Geometridae.